# Henry van Velthuysen
Henry (ook Henri) van Velthuysen (Tandjoeng (Nederlands-Indië), 17 april 1881 – Den Haag, 4 december 1954) was een Nederlandse kunstschilder en journalist.

## Levensloop

Henry van Velthuysen voor zijn schildersezel

### Privéleven
Van Velthuysen is geboren in het toenmalige Nederlands-Indië. Hij was een zoon van de latere assistent-resident Wilhelmus Adrianus van Velthuijsen (ook Velthuysen) en Tjoa Giok On. Hij trouwde in 1902 in Den Haag met Clara Adelaide Boers van wie hij in 1912 is gescheiden. Hij hertrouwde in 1913 in Batavia met Emilie Wiemans.

### Carrière
Van Velthuysen studeerde Fine Arts aan de Universiteit van Californië - Berkeley en vestigde zich daarna in 1905 in Batavia. Hij was lid van de Bataviasche kunstkring. Zijn werk bestaat vooral uit olieverfschilderijen, terwijl ook een enkele tekening bewaard is gebleven. Zijn genres zijn voornamelijk portretten, stillevens, landschappen en ontwerpen voor affiches. Hij wordt wel gerekend tot de zogenaamde "Mooi Indië-schilders". Karakteristiek voor dit genre is, dat landschappen en portretten romantisch, harmonieus en naar de natuur worden weergeven. Deze stijl was zeer populair bij Nederlanders woonachtig in Indonesië. Over zijn werk schrijft het Soerabaijasch Handelsblad: 
Henri van Veldhuysen is, hoewel geen "modern" schilder, evenmin een gedachteloos navolger der verouderde impressionistische school. Zijn werk toont zekere persoonlijkheid van opvatting, welke daarop een onmiskenbaar stempel drukt. Hij heeft zich een eigen uitdrukkingswijze verworven, welke in eerlijke opvatting datgene beoogt, wat bij de aanschouwing van het onderwerp hem als schilder aangenaam treft aan vorm en kleur. Zijn kunst heeft dus als voornaamste element het visueele, wat overigens niet zeggen wil dat hij de expressie veronachtzaamt. Hij houdt deze echter doelbewust op het tweede plan... (...) Karakteristiek voor Van Veldhuysens werk is de gebondenheid van kleur en contour.— Soerabaijasch Handelsblad, 10 september 1938
Tussen 1923 en 1947 nam Van Velthuysen deel aan verschillende tentoonstellingen en had hij enkele solotentoonstellingen. Hij droeg met name bij aan het diorama van het Nederlands-Indië-paviljoen op de Koloniale Wereldtentoonstelling in Parijs in 1931 en in januari 1937 nam hij enkele zeer grote olieverfschilderijen deel aan de vredestentoonstelling in Nagoya (Japan). Een door hem geschilderd paneel werd in 'De Locomotief' van 30 januari 1937 getoond.
Tot zijn leerlingen behoort de Indonesische schilder RM Soerono Hendronoto (ook bekend als Surono). Van Velthuysens werken werden opgenomen in openbare collecties van Wereldmuseum Rotterdam en Museum Nusantara in Delft, eveneens een volkenkundig museum. Hij signeerde met H. v. Velthuysen.
Van Velthuysen werkte voornamelijk in Nederlands-Indië (Batavia en Bandoeng), kort in Zuid-Afrika en vanaf zijn repatriëring in 1946 tot zijn dood in Den Haag. Daar schilderde hij voornamelijk van zijn schetsen uit Nederlands-Indië. In 1948 en 1949 adverteerde hij in de Indische Courant voor Nederland voor opdrachten.
Naast schilder was hij eigenaar van drukkerij Papyrus en redacteur en kunstcriticus bij het door Dominique Willem Berretty (1891 – 1934) opgerichte blad de Reflector. Dit geïllustreerde weekblad voor Nederlands-Indië verscheen van eind 1915 tot 16 december 1922 en was populair onder Indo-Europeanen. Van Velthuysen stond Berretty financieel bij toen deze het later invloedrijke persbureau Aneta oprichtte. De vriendschap tussen beiden zou later bekoelen. Na de dood van Berretty schilderde Van Velthuysen in opdracht van Aneta diens portret.

## Tentoonstellingen
- 1926: Bijdrage aan tentoonstelling in Bandoeng Kunstkring.
- 1931: Bijdrage aan het diorama van het Nederlands-Indië paviljoen op de Koloniale Wereldtentoonstelling in Parijs.
- 1935: Bijdrage aan tentoonstelling in Kunstzaal Kolff & Co, Batavia.
- 1937: Deelname aan vredestentoonstelling in Nagoya, Japan.
- 1938, 1839: Solotentoonstellingen in Hotel des Indes, Batavia.
- 1938: Bijdrage aan tentoonstelling voor het 40-jarig regeringsjubileum van koningin Wilhelmina, Bataviaanse Kunstkring, Batavia.
- 1941: Solotentoonstelling in Kunstzaal Kolff & Co, Batavia.
- 1947: Solotentoonstelling in Kunsthandel J.N. Frequin, Den Haag.